# Мішель Ферре
Мішель Ферре (англ. Michelle Ferre; *13 червня 1973, Кобе) — японсько-французька акторка і журналістка. Вперше знялась у фільмі Джекі Чана «Хто я?» (1998).
Основна професія Мішель Ферре — журналістика. Форре ніколи не думала грати в  кіно. Але перед зйомками фільму «Хто я?» вона брала інтерв'ю у Джекі Чана, якому содобалась журналістка і він взяв її у фільм. Вона виконала одну з головних ролей — агентки «ЦРУ» Крістін.